# Mohamed Lamine Sanhá
Mohamed Lamine Sanha (falecido em 6 de janeiro de 2007) foi um Chefe do Estado-Maior Naval da Guiné-Bissau e esteve implicado em várias tentativas de golpe de Estado contra o governo da Guiné-Bissau. Sanha foi um aliado de Ansumane Mané, que liderou a rebelião militar contra o presidente Nino Vieira na guerra civil de 1998.
Sanha fez parte da junta militar que derrubou Vieira. Posteriormente, como chefe da marinha, liberou um navio sul-coreano que tinha sido detido em 18 de abril de 2000 por pescar nas águas da Guiné-Bissau sem autorização; declarando que estava preparado para enfrentar as consequências dessa decisão. Em 28 de abril de 2000, foi demitido de seu posto como chefe da marinha pelo presidente Kumba Yala. Recusou-se a deixar seu posto, no entanto,  afirmando que apenas o chefe das forças armadas poderia demiti-lo. Yala e Mané se reuniram para discutir a questão em 23 de maio e decidiram que Sanha deveria deixar a base naval que ocupava e esperar que um tribunal decidisse sobre seu caso; Yala concordou em adiar a nomeação de um substituto para Sanha indefinidamente.  Sanha, consequentemente, deixaria a base em 26 de maio. Quando os combates irromperam entre o governo e as forças leais a Mané em novembro de 2000, levando à morte de Mané, Sanha foi preso pelo governo  e Quirino Spencer foi nomeado para substituí-lo como chefe naval no início de 2001.
Sanha e o ex-chefe do Estado-Maior do Exército Almane Alam Camará foram acusados de liderar uma tentativa de golpe que supostamente teria ocorrido em 3 de dezembro de 2001 e foram presos. Depois que Tagme Na Wai tornou-se chefe do Estado-Maior das Forças Armadas, ele anunciou a reintegração de 65 oficiais superiores às forças armadas, incluindo Sanha, em 1 de dezembro de 2004; Na Wai nomeou Sanha como seu conselheiro naval. 
Acusado de conspirar para assassinar Na Wai  e tentar outro golpe, Sanha foi brevemente detido em agosto de 2006. 
Em 4 de janeiro de 2007, Sanha foi baleado fora de sua casa em Bissau por homens que supostamente usavam roupas civis. Ele morreria em 6 de janeiro, provocando vários distúrbios na cidade.  Em uma declaração em 8 de janeiro, o governo condenou o assassinato de Sanha e prometeu capturar os responsáveis, mas o ex-primeiro-ministro Carlos Gomes Júnior, presidente do Partido Africano para a Independência da Guiné e Cabo Verde (PAIGC), acusou o presidente Vieira de envolvimento no assassinato; como resultado, o governo emitiu um mandado de prisão para Gomes. 